# 1719

## Събития
- 25 април – Даниел Дефо публикува книгата Робинзон Крузо

## Починали
- Борис Шереметев, руски офицер
- 12 февруари – Адам Лудвиг Левенхаупт, шведски военачалник
- 17 юни – Джоузеф Адисън, британски писател
- 6 юли – Павел Йошич, български духовник
- 31 декември – Джон Фламстед, английски астроном